# Pianca Bella
Pianca Bella är en bergstopp i Schweiz.   Den ligger i distriktet Leventina och kantonen Ticino, i den sydöstra delen av landet, 130 km sydost om huvudstaden Bern. Toppen på Pianca Bella är 2 163 meter över havet, eller 77 meter över den omgivande terrängen. Bredden vid basen är 2,2 km.
Terrängen runt Pianca Bella är huvudsakligen mycket bergig. Närmaste större samhälle är Biasca, 8,2 km sydost om Pianca Bella. 
I omgivningarna runt Pianca Bella växer i huvudsak blandskog. Runt Pianca Bella är det ganska glesbefolkat, med 50 invånare per kvadratkilometer.